# Gülpınar, Gülağaç
Gülpınar là một thị trấn thuộc huyện Gülağaç, tỉnh Aksaray, Thổ Nhĩ Kỳ. Dân số thời điểm năm 2010 là 2.96 người.